# アーリン・ハリス
アーリン・ハリス（Erline Harris、1914年4月5日 - 2004年1月6日、出生名アーリン・エロイーズ・ジョンソン (Erlyn Eloise Johnson) ）は、1940年代から1950年代に活躍した、アメリカ合衆国のリズム・アンド・ブルース歌手。彼女が1949年に発表した「Rock and Roll Blues」は、「ロックンロール (rock and roll)」という語句を世俗的文脈において用いた最初のジャンプ・ブルースの作品のひとつであった。

## 経歴
アーリン・ジョンソンは、アーカンソー州に、5人きょうだいの長子、ルイ・アームストロングのまたいとことして生まれた。彼女は1930年に故郷を離れ、ニューヨークへ移り、1930年代の一時期には歌手ビリー・エクスタイン (Billy Eckstine) の婚約者であった。彼女が最初にプロの歌手として登場したのはミズーリ州セントルイスのクラブ・プランテーション (the Club Plantation) に出演した1939年のことであったが、後にはマサチューセッツ州ボストンにレストランを所有し、定住した。1942年、彼女はルイジアナ州ナッキトッシュ (Natchitoches) にあったルイジアナ州立師範学校（ノースウェスタン州立大学 (Northwestern State University) の前身のひとつ）を卒業し、1940年代後半にはニューオーリンズのダンサーだったアイク・"ストリームライン"・ハリス (Ike "Streamline" Harris) と結婚していた。1948年、アーリンは夫とともにニューオーリンズなどのヴァラエティ興行に出演するようになっており、デイヴ・バーソロミューやポール・ゲイトンといったミュージシャンたちとも共演した。出版された印刷物などに見える彼女の名前は様々な綴り字で記されており、通常は「Erline」であるが、しばしば「Earline」、「Arline」、あるいは「エレーン (Elaine)」とされることがあった。
最初のレコード契約は、1949年2月にデラックス・レコード (DeLuxe Records) と結ばれ、このレーベルで数曲が録音された。最初の曲であった「Rock and Roll Blues」は、「ロックンロール (rock and roll)」という語句を世俗的文脈において用いた最初のジャンプ・ブルースの作品のひとつであり、歌詞には「I'll turn out the lights, we'll rock and roll all night（灯りを消すから、私たち一晩中ロックンロールしましょう）」という語句があった。この曲は、既に彼女の代表的な持ち歌になっていたもので、レーベルに記された彼女の名は「Erline "Rock and Roll" Harris」とされ、作者としても彼女の名が記されていた。ニューオーリンズのコズィモ・マタッサ (Cosimo Matassa) のスタジオで録音されたものと考えられているこの曲は、地域的なヒット曲となった。彼女の次のレコード「Jump and Shout」も、最初のロックンロール曲のレコード (one of the first rock and roll records) と見なせる有力な候補のひとつであり、強いウォーキング・ベースの旋律と、ニューオーリンズのザ・ジョンソン・ブラザースの一員であったプラス・ジョンソン (Plas Johnson) のホンキングするサキソフォンが特徴となっている。ジョンソンは後に、全国的に知られたセッション・ミュージシャンとして活躍するようになった。結局、デラックス・レコードには、12曲の録音が残されたが、ほとんどは商業的成功に至らなかった。
1950年、彼女は、シカゴの様々なクラブにエップ・ジェイムズ (Epp James) のバンドと出演した。1951年には、こんどはチェス・レコードで「Pushin' My Heart Around」をジョン・ピーク・オーケストラ (John Peek's Orchestra) と一緒に録音した。これ以降、レコーディングは行なわなかったが、クラブへの出演は続けられ、特にその当時彼女が住んでいたジョージア州内やその近くでの出演が多かった。1953年、彼女は再婚し、音楽界からは引退してロサンゼルスへ移り住み、以降、家庭を守り4人の子どもたちを育てた。彼女は2004年にネバダ州ラスベガスにおいて、89歳で死去した。

ハリスの生涯は、ほとんど記録に残されていなかったが、娘のひとりであるデール・コミニー (Dale Comminey) が作家のライターであり研究家のジョン・ブローヴェン (John Broven)と接触するようになって状況が変わった。スクラップブックなど様々な資料を引きながら、ブローヴェンとコミニーは、アーリン・ハリスの生涯を経歴を共同で明らかにし、2010年に『Juke Blues』誌上に2回にわたる連載記事を発表した。